# Du côté des « anges »
Pour plus de détails, voir Fiche technique et Distribution.
Du côté des « anges » est un film documentaire français de Mathieu Verboud réalisé en 2007 sur les « whistleblowers », terme anglophone que l'on pourrait traduire en français par lanceurs d'alerte.

## Synopsis
Les lanceurs d'alerte sont, aux États-Unis, les salariés qui donnent « un coup de sifflet », qui choisissent de briser la loi du silence, qui dénoncent les actes de corruption, de malversations ou de négligences graves au sein de leur entreprise.

## Fiche technique
- Titre : Du côté des « anges »
- Réalisation : Mathieu Verboud
- Scénario : Mathieu Verboud
- Musique : Olivier Pianko
- Photographie :
- Montage :
- Production : Bruno Nahon
- Société de production : Zadig Productions, Adav, RTBF et RTS
- Pays :  France
- Genre : Documentaire
- Durée : 52 minutes
- Dates de sortie : 
  -  France : 2008

## Personnes interviewées
- Sherron Watkin et l’affaire Enron,
- Jean-Luc Touly, ancien cadre de Veolia ayant dénoncé les pratiques douteuses de gestion dans le secteur de l’eau en France,
- Joseph Mangan, ingénieur sur le projet A380, ayant révélé l'absence de tests de sécurité sur la pressurisation des cabines de l’A380,
- Christopher Steele et Glenn Walp dénonçant les risques de contamination nucléaire liés à la décharge de la base de Los Alamos.